# Na Tum Jaano Na Hum
Na Tum Jaano Na Hum (hindi ना तुम जानो ना हम, urdu نہ تم جانو نہ ہم, inne tytuły: "Na Tum Jano Na Hum" i NTJNH, tytuł niemiecki "Nur dich liebe ich") to bollywoodzki dramat miłosny wyreżyserowany w 2002 przez Arjuna Sabloka (autora Neal ’n’ Nikki) i zagrany przez Saif Ali Khana, Hrithik Roshana i Esha Deol.

## Obsada
- Saif Ali Khan – Akshay Kapoor
- Hrithik Roshan – Rahul Sharma
- Esha Deol – Esha Malhotra
- Bobby Darling
- Rati Agnihotri – Maya Eshy ciotka

## Muzyka i piosenki
Twórcani muzyki są Raju Singh i Rajesh Roshan (nagrodzony Nagrodą Filmfare za Najlepszą Muzykę do filmu Kaho Naa... Pyaar Hai)
- Dil Leke Jaan Leke
- Jaa Sanam Mujhko Hai
- Hai Ram Ye Kya Kar Daala – 1
- Tum Meri Bahoein Mein Aa Na Sake
- Aha Aha
- Leke Pyar Ki Chunariya
- Ye Betiyan To Babul Ki

## O twórcach filmu
1. Saif Ali Khan – w 1994 Nagroda Filmfare za Najlepszy Debiut, Nagroda Filmfare dla Najlepszego Aktora Komediowego (w 2002 Dil Chahta Hai, w 2005 Hum Tum) i Nagroda Filmfare za Najlepszą Rolę Negatywną (2006 Omkara)
2. Hrithik Roshan – w 2000 Nagroda Filmfare za Najlepszy Debiut (Kaho Naa... Pyaar Hai) i Nagroda Filmfare dla Najlepszego Aktora (Kaho Naa... Pyaar Hai, Koi... Mil Gaya 2003, Dhoom 2 2006)
3. Rajesh Roshan – twórca muzyki do takich filmów jak: King Uncle 1993, Karan Arjun 1995, Koyla 1997, Krrish 2006, Koi... Mil Gaya 2003 i  Valley of Flowers 2006.
4. Raju Singh – twórca muzyki do takich filmów jak: Ishq Vishk i Armaan 2003, Fida 2004, Gangster 2006.